# Schuitemaker

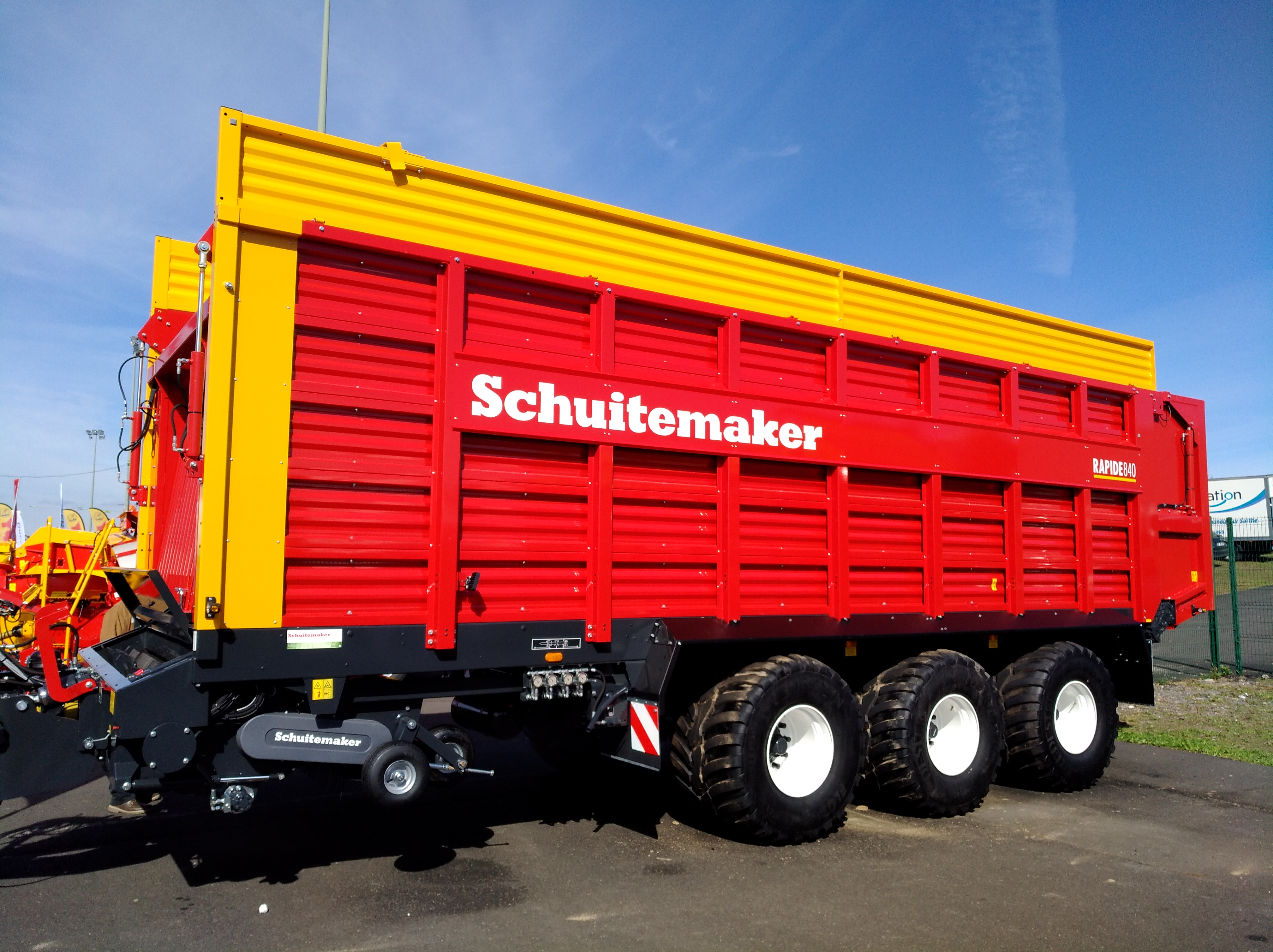
Opraapwagen Schuitemaker Rapide 840

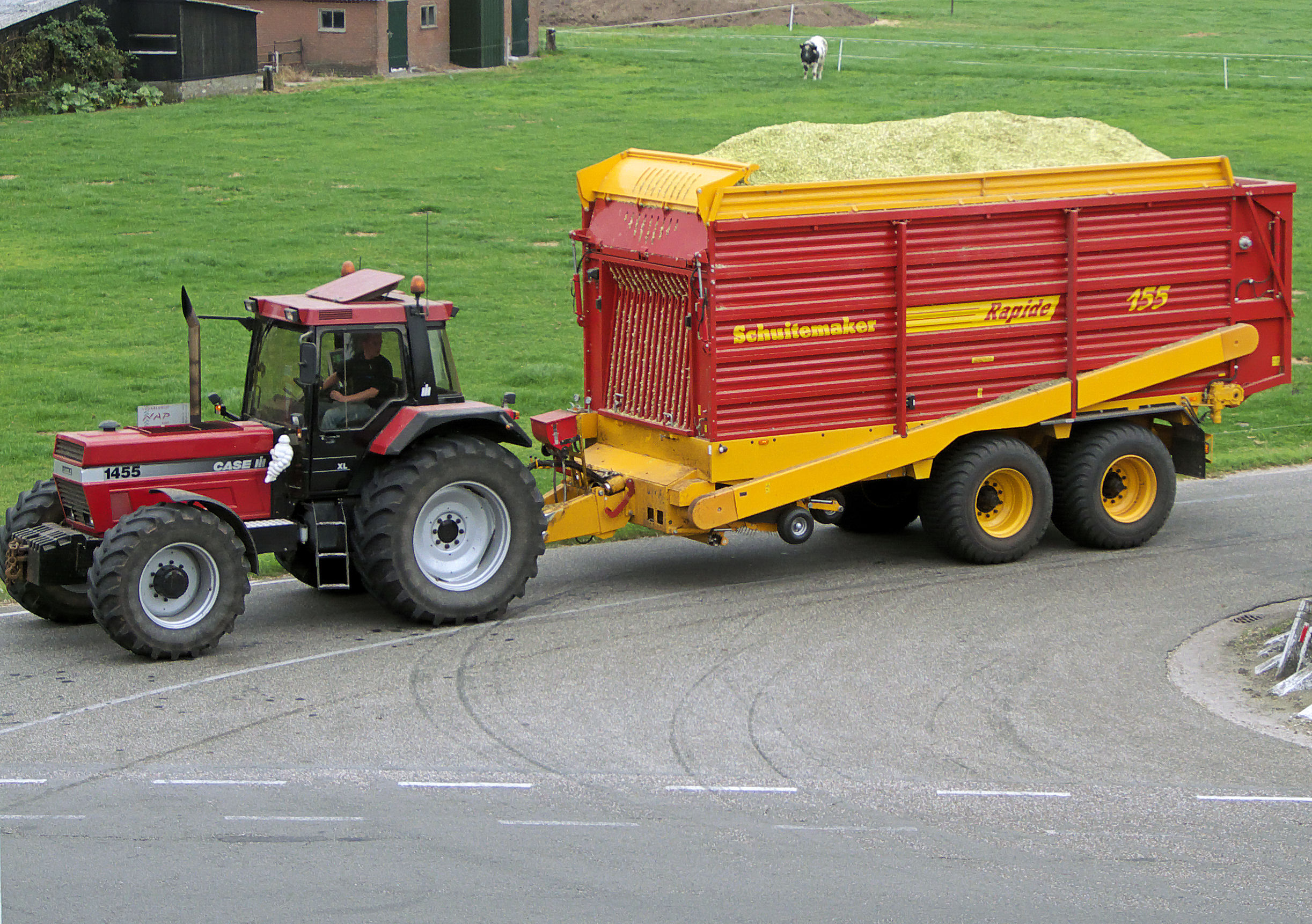
Snijmais in silagewagen op weg naar de kuil

Schuitemaker is een producent van landbouwmachines en aanverwante artikelen in de Nederlandse plaats Rijssen. Daarnaast is het een importeur van gladheidsbestrijdingsvoertuigen.
Het bedrijf werd opgericht in 1919 door Johan en Hendrik Schuitemaker. Johan was smid en Hendrik was wagenmaker. Uit deze gecombineerde bedrijvigheid groeide een producent van landbouwwerktuigen en boerenwagens. Zo werden vanaf 1956 stalmeststrooiers gebouwd en in 1986 kwam de Rapide op de markt die zowel als opraapsnijwagen en als silagewagen tijdens de maisoogst kan worden ingezet. 
De oprichters werkten aanvankelijk vanuit een kapberg in de buurtschap Notter. Hierna vestigden zij zich bij het Veer, op de grens van Rijssen en Wierden. Na de Tweede Wereldoorlog groeide het bedrijf dermate snel dat er behoefte ontstond aan een groter gebouw. Daarom opende Schuitemaker in 1962 een grote industriehal op industrieterrein de Mors te Rijssen.
In 2007 werd Schuitemaker importeur van het Deense bedrijf Epoke, dat machines produceert voor gladheidsbestrijding, zoals zoutstrooiers en sneeuwploegen.
In 2019 fuseerde Schuitemaker met Veenhuis Machines te Raalte, waaruit de SVGroup ontstond die gevestigd is te Rijssen. Veenhuis produceert onder meer bemestingstanks en bemesters voor drijfmest.